# Dayus lii
Dayus lii är en insektsart som beskrevs av Qin 2007. Dayus lii ingår i släktet Dayus och familjen dvärgstritar. Inga underarter finns listade i Catalogue of Life.